# Естерські гори
Естерські гори (нім. Estergebirge) — невеликий гірський масив у Баварії. Класифікуються або як частина баварського передгір'я або продовження Північних вапнякових Альп. Простягаються приблизно на 15 кілометрів. Із заходу межує з долиною річки Лойзах, а зі сходу — з озером Вальхензеє та долиною річки Ізар. З найвищою вершиною — Кроттенкопф (2086 м), найвища частина масиву просто ледве перевищує 2000 м. Складається з вапняку. Лінія лісу знаходиться на висоті близько 1700 м.

## Етимологія
Ймовірно, з докельтського ester (пор. баск. Ezterenzubi, окс. Esterel).

## Вершини
Найважливіші вершини Естерського хребта — Кроттенкопф (2086 м), Бішоф (2033 м), Гое Кістен (1,922 м), Гоер Фрікен (1 940 м) та Зімецберг (1836 м). Підйоми як з долини Лойсаха, так і з Крюна чи Вальгау на південному сході відносно тривалі. В результаті гори відносно тихі, за винятком гори Ванк (1780 м), до якої можна дістатися канатною дорогою. Більшість туристів і альпіністів приваблюють довколишні більш високі масиви Веттерштайн, Карвендель та найвища вершина Німеччини — Цугшпітце. 

## Заняття
Естерські гори пропонують різні можливості для походів і альпінізму як влітку, так і взимку.

## Додатково
- Kompass (2005) Wettersteingebirge Zugspitzgebiet 1: 50 000. Kompass-Wanderkarten, ISBN 3-85491-007-X (карта)